# De Laatste Messias
De Laatste Messias (Noors: Den sidste Messias) is een essay uit 1933 van de Noorse filosoof Peter Wessel Zapffe. In de filosofie van Zapffe is de existentiële crisis van de mens een resultaat van een overmatig ontwikkeld bewustzijn. Kunstmatig beperken van dit bewustzijn stelt de mens in staat om z'n leven te leiden. De werkelijke oplossing wordt echter gebracht door "de laatste messias".

## Inleiding
In de inleiding wordt besproken hoe de overmatige ontwikkeling van het bewustzijn het leven van de mens tot een tragedie maakt.
Op een nacht in lang vervlogen tijden werd de mens wakker en zag zichzelf.
Hij zag dat hij naakt was onder de kosmos, dakloos in zijn eigen lichaam. Alles loste op voor zijn onderzoekende gedachten, verwondering op verwondering, verschrikking op verschrikking, alles ontvouwde zich in zijn geest.
Toen werd ook de vrouw wakker en zei dat het tijd was om te gaan doden. En hij pakte zijn pijl en boog, een vrucht van het huwelijk tussen geest en hand, en ging naar buiten onder de sterren. Maar toen de dieren bij hun waterput aankwamen waar hij uit gewoonte op hen wachtte, voelde hij niet meer de tijgersprong in zijn bloed, maar een grote klaagzang over de broederschap van het lijden tussen alles wat leeft.

Die dag kwam hij niet terug met een prooi, en toen ze hem bij de volgende nieuwe maan vonden, zat hij dood bij de waterput.— Peter Wessel Zapffe, De Laatste Messias

## Remedies tegen paniek
Isolatie"Een volledig willekeurige verwijdering uit het bewustzijn van alle verontrustende en destructieve gedachten en gevoelens".
Verankering"Een fixatie van punten binnen, of constructie van muren rondom, de vloeibare strijd van het bewustzijn". Het verankeringsmechanisme geeft individuen een waarde of een ideaal waar ze hun aandacht op kunnen richten. Zapffe paste ook het principe van verankering toe op de samenleving en verklaarde: "God, de kerk, de staat, moraliteit, bestemming, levenswetten, macht, de toekomst" zijn allemaal voorbeelden van collectieve primaire verankeringsfirmamenten.
Afleiding"Men beperkt de aandacht tot de kritische grenzen door deze voortdurend te boeien met indrukken". Afleiding richt alle energie van iemand op een taak of idee om te voorkomen dat de geest zich in zichzelf keert.
SublimeringDit is meer een transformatie dan een methode van repressie. Zapffe beschrijft het als: "het herfocussen van energie van negatieve uitingen naar positieve". Individuen distantiëren zich en bekijken hun bestaan vanuit een esthetisch oogpunt (bijvoorbeeld schrijvers, dichters en schilders).

## De laatste messias
Het leven van de werelden is als een stromende rivier, maar dat van de aarde is als een stilstaande plas en een opstuwing.
Het teken van onheil staat op uw voorhoofd geschreven. Hoe lang kwelt u uzelf nog met uw zinloze halsstarrigheid?
Maar er is één overwinning en één kroon, en één redding en één antwoord: Ken uzelf - wees onvruchtbaar en laat de aarde stil zijn na u.— Peter Wessel Zapffe, De Laatste Messias